# Autostrand Oostvoorne

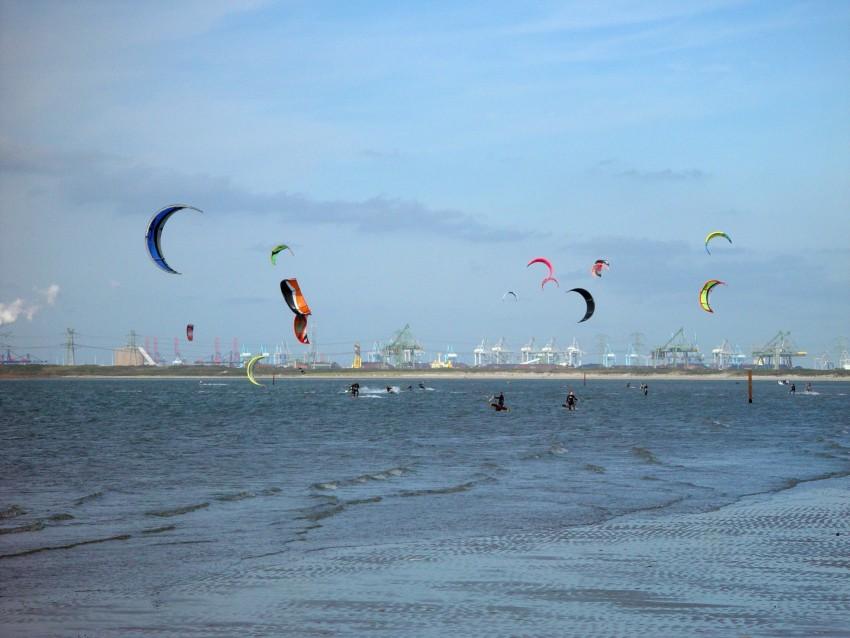
Kitesurfers nabij het voormalige Autostrand bij Oostvoorne

Het Strand Oostvoorne (tot in 2004 het autostrand geheten) is een strand dat onderdeel uitmaakt van de Noordzeekust. Het is gesitueerd in een baai ten westen van Oostvoorne en ten noorden van het natuurgebied Het Voornes Duin. Het strand ontleent zijn naam autostrand aan het feit dat het lange tijd toegestaan is geweest met een personenauto het strand op te rijden. Het autostrand is met name populair bij kitesurfers en trekvogels. Vooral het vlakke water in de baai zorgen voor de perfecte kitesurfomstandigheden voor beginnende kitesurfers. Om die reden verzorgen ook diverse kitesurfscholen les op het autostrand.

## Toegankelijkheid met auto's
De positie van het strand bij Oostvoorne als autostrand is verbonden aan het voormalige strandpaviljoen De Zeemeeuw. Na de opening van het paviljoen in 1929 komt het zo nu en dan voor dat er auto's op het strand geparkeerd staan. Met de toename van het autobezit na de Tweede Wereldoorlog wordt ook de populariteit van het strand als bestemming voor automobilisten groter. Dit blijkt uit tellingen gedaan door de lokale VVV. Zo telt men in 1955 1500 auto's per dag, in 1965 staat de teller aan het einde van een dag in het hoogseizoen op 4500-6000 auto's. Het autostrand is ook populair buiten de regio, mede omdat het op het strand voor invaliden en bejaarden mogelijk is op te rijden tot vlak bij de kustlijn.
Op 15 oktober 2004 is er een slagboom bij het begin van het strand geplaatst, en is het voor elk gemotoriseerd vervoer verboden het strand op te rijden. Aan deze afsluiting is een lange strijd voorafgegaan. De onenigheid rondom het voortbestaan van het autostrand vindt zijn oorsprong bij de heropening van het strand in 1986. De duinen ter plaatse zijn in de voorgaande jaren op deltahoogte gebracht en gedurende de werkzaamheden is het strand afgesloten geweest.
Bij de feestelijkheden, die tijdens het broedseizoen plaats hebben, wordt veel geluid geproduceerd. Met name stuntvliegeniers en het fanfarekorps zijn daar debet aan. Natuurbeschermers (en eigenaren van het strand) het Zuid-Hollands Landschap en Natuurmonumenten zien in dat dergelijke vormen van recreatie op deze plek onhoudbaar zijn. De voorstanders van het autostrand betreffen de recreërende automobilist; de natuurbescherming pleiten voor beperking dan wel sluiting van het strand voor automobilisten. De aangrenzende baai en het Voornes Duin is een vogelrustgebied, en volgens het Landschap en Natuurmonumenten zouden de auto's en de bijkomende recreatie de rust van de lepelaar- en aalscholverkolonies verstoren. Ook reden automobilisten de vegetatie als zeekraal op en rond het strand stuk.
In 1991 komt de Rijksoverheid met het Beleidsplan Voordelta. Daarin worden maatregelen beschreven om natuurcompensatie te plegen voor de aanleg voor de Tweede Maasvlakte. Eén van de maatregelen betreft het aanpassen van het toegestane type recreatie op het strand, het beleidsplan stelt dat het zal uitgroeien tot "een centrum van natuurgerichte recreatie". Het autostrand, zo wordt gesteld, zal niet verder zuidwaarts van paal 8.200 worden verlengd, en tijdens de planperiode gefaseerd worden opgeheven. Voor het paviljoen de Zeemeeuw zal een andere locatie worden gezocht.
Het heeft vervolgens nog 13 jaar geduurd voordat het strand voorgoed afgesloten wordt voor gemotoriseerd verkeer. Die afsluiting in oktober 2004 is niet zonder slag of stoot gegaan. Zo is na de sluiting de toegang tot het strand meerdere malen met geweld geforceerd. Thans is de toegang afgesloten met een slagboom. Het is na aanbrenging van de slagboom evenwel een paar keer voorgekomen dat de ambulance en brandweer tijdens een kitesurfongeluk pas na een lange tijd het strand op kunnen, omdat ze niet beschikken over de sleutels van de slagboom. 
Er is 2005 een petitie gehouden voor de heropening van het autostrand; deze krijgt veel aandacht in de media en wordt ondertekend door meer dan 6000 mensen.
Recreanten die het strand willen bezoeken, kunnen hun auto nu parkeren op het parkeerterrein bij de strandopgang. Vanaf daar is het ongeveer 700 meter lopen naar het strand. 

## Strandpaviljoen
Op het autostrand in Oostvoorne staat eerst strandpaviljoen De Zeemeeuw. Met de sluiting van het autostrand in 2004 is ook het strandpaviljoen gesloten. Niet veel later is het paviljoen afgebrand.
In 2011 is er een nieuw restaurant geopend, Aan Zee. Dit paviljoen is gelegen aan de Strandweg 1, nabij de parkeerplaats. Het heeft een uitkijktoren met uitzicht over de baai bij Oostvoorne. Bij de bouw van het paviljoen is gedacht aan milieuduurzaamheid. Op verzoek worden er rondleidingen verzorgd.